# 阿根廷航空
阿根廷航空（西班牙語：Aerolíneas Argentinas），在法律上以阿根廷航空股份有限公司（西班牙語：Aerolíneas Argentinas S.A.）名義註冊，是阿根廷的國家航空公司，總部設在布宜諾斯艾利斯。該航空公司現時共有兩個樞紐機場，分別是乔治·纽伯里机场（負責國內及南美線）及埃塞萨皮斯塔里尼部长国际机场（負責國際線）。
阿根廷航空执行飞往南美、加勒比海、北美和欧洲的60多个航班。此前，阿根廷航空公司通过南极洲的跨极航班飞往大洋洲和非洲（特别是南非）。
阿根廷航空在1990年實行私有化，又在2008年转为国有。自2009年，机队进行了现代化改造，购买了飞行模拟器，并建立新航线。2012年8月29日，阿根廷航空正式成為天合聯盟成員之一。
自2008年，阿根廷航空在阿根廷政府的控制下每年亏损，迫使阿根廷政府进行资源转移以维持运营。截止2019年，累计补贴约60亿美元，平均每年约280亿比索。

## 历史

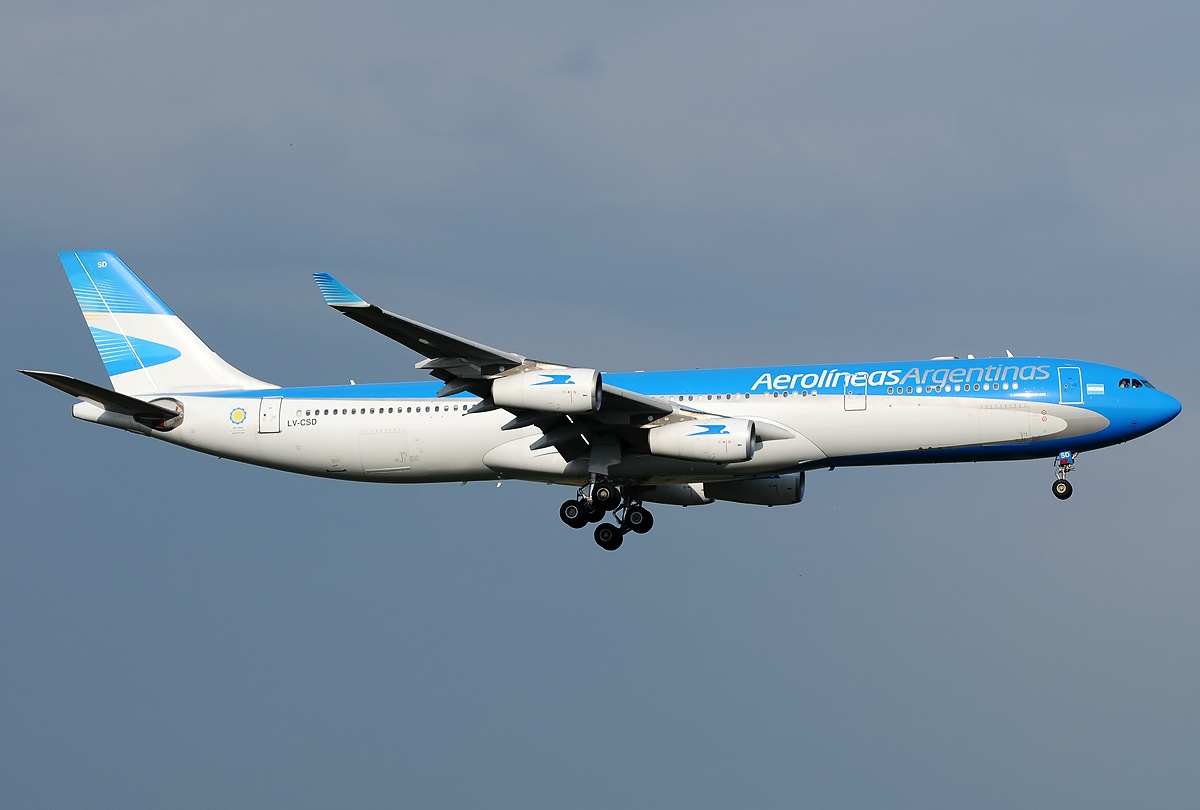
披上新塗裝的空客A340-300

阿根廷航空的歷史可追溯至1929年，當時阿根廷政府因應國內的地理環境，便提出需以一種快捷的交通模式連繫大城市以及各鄉郊之間，於是便以「Aeroposta」的名義開始營運一間航空公司，運載乘客及郵件。首兩個航點是门多萨和波萨达斯。

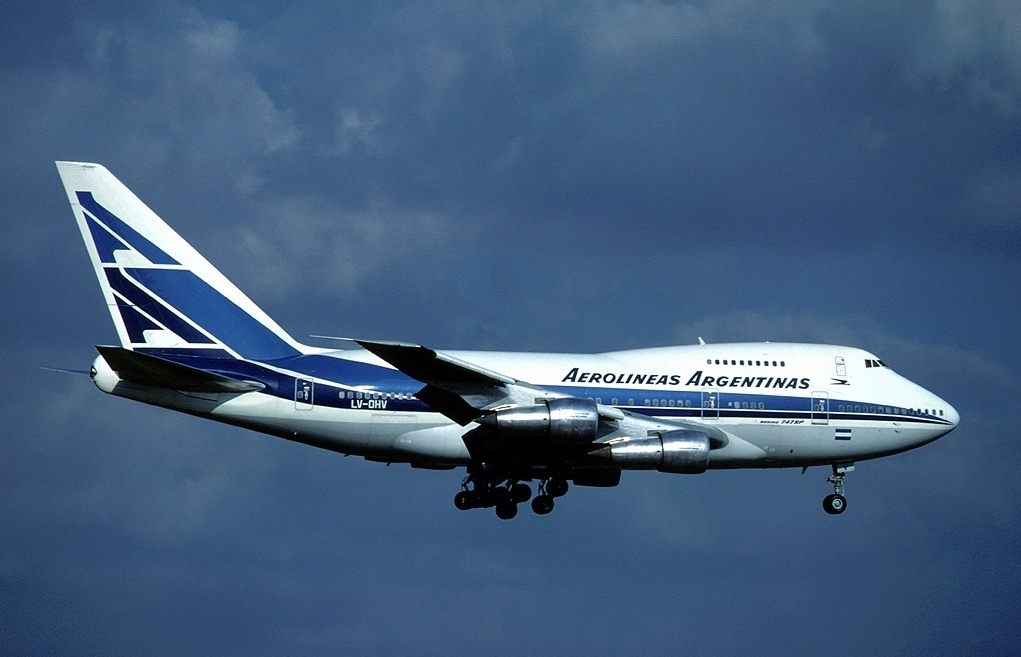
阿根廷航空的波音747SP客機降落於蘇黎世國際機場（圖片攝於1982年）

1930年，再多兩間航空公司（LASO和LANE）開始營運，令阿根廷國內的航空數目增加三倍。1945年，該兩間航空公司合併為LADE（Líneas Aéreas del Estado，即國家航空公司之意）。該時正值二次大戰末期，航空業開始爆發性成長。1946年，首架DC-3飛機抵達阿根廷，同時，阿根廷首家洲際航空公司—Flota Aerea Mercante Argentina（FAMA）正式成立，以兩架Avro York營運往返歐洲的航線。
1949年5月，阿根廷各航空公司合併成為今時今日的名稱—Aerolíneas Argentinas，並於翌年12月7日開始營運。但當時阿根廷的機場均沒有合適的設備，故胡安·裴隆政府便興建了埃塞萨皮斯塔里尼部长国际机场。
對阿根廷航空而言，DC-3的存在價值並不高，因為它們只能服務原FAMA的國際航線，因此引入DC-4，服務聖地亞哥、利玛、聖克魯斯、聖保羅航線。
隨著DC-6和哈維蘭彗星型飛機在1950年代加入，令阿根廷航空開始飛行晚間航線，同時新增了紐約甘迺迪國際機場、哈瓦那、里斯本、倫敦希斯路機場、達喀爾及里约热内卢航點。時任主席祖安·祖斯·圭拉達斯（Juan José Güiraldes）游說阿根廷總統阿杜羅·科迪斯購買6架新飛機，以擴充業務。1959年3月2日，首架噴射客機（命名為Tres Marías號）降落於皮斯塔里部長機場。
1960年代，阿根廷航空業務維持穩定的增長，並先後開辦了伦敦、巴黎、羅馬及马德里航線。
更多噴射客機在1970年代加入阿航，包括波音727、737和747，更藉此新增阿姆斯特丹、法兰克福及苏黎世航點，並開始在機上播放Jorge Porcel的電影，同時發牌予現具生產商，替它們生產自家的玩具飛機。
1982年福克蘭戰爭期間，阿根廷航空曾一度被禁止飛進英國領空，令當時乘搭阿航往英國的旅客，必須在馬德里巴拉哈斯機場轉機。

### 現在

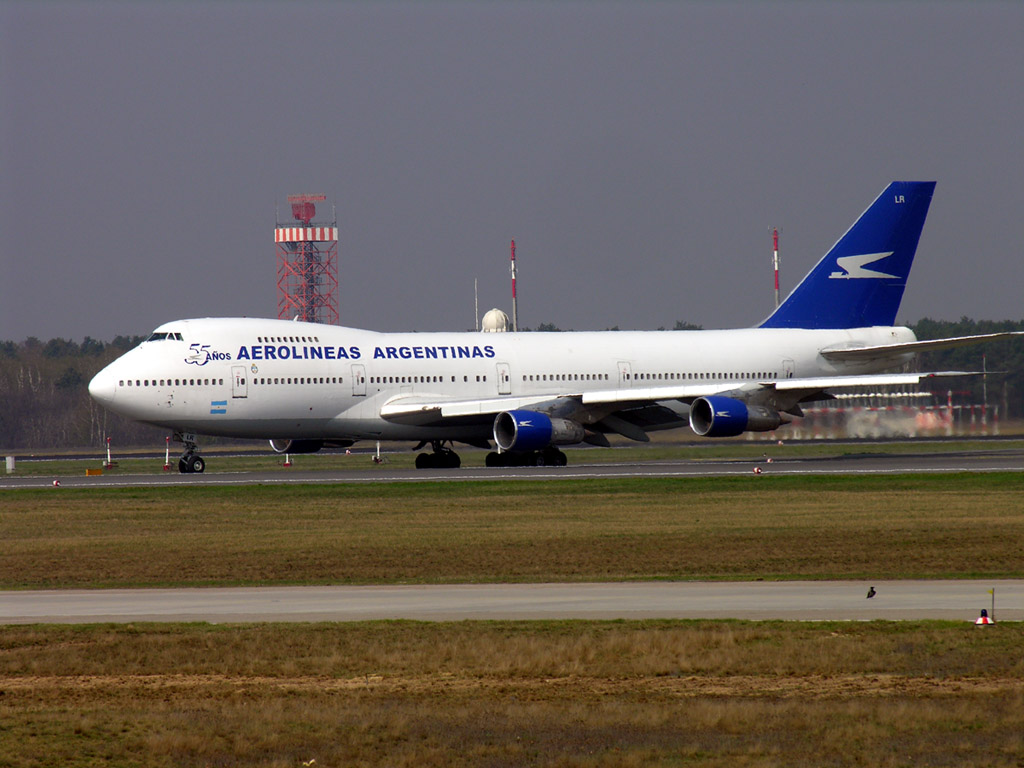
阿根廷航空的波音747-287B客機在柏林機場起飛（攝於2005年）

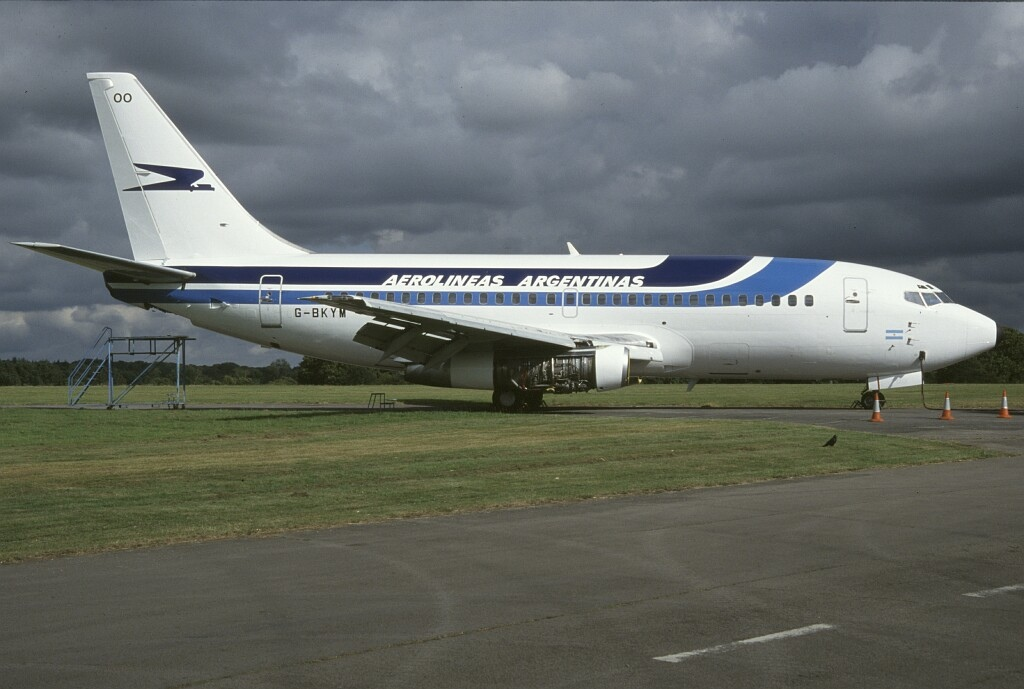
一架波音737-287客機正進行維修（攝於1990年代）

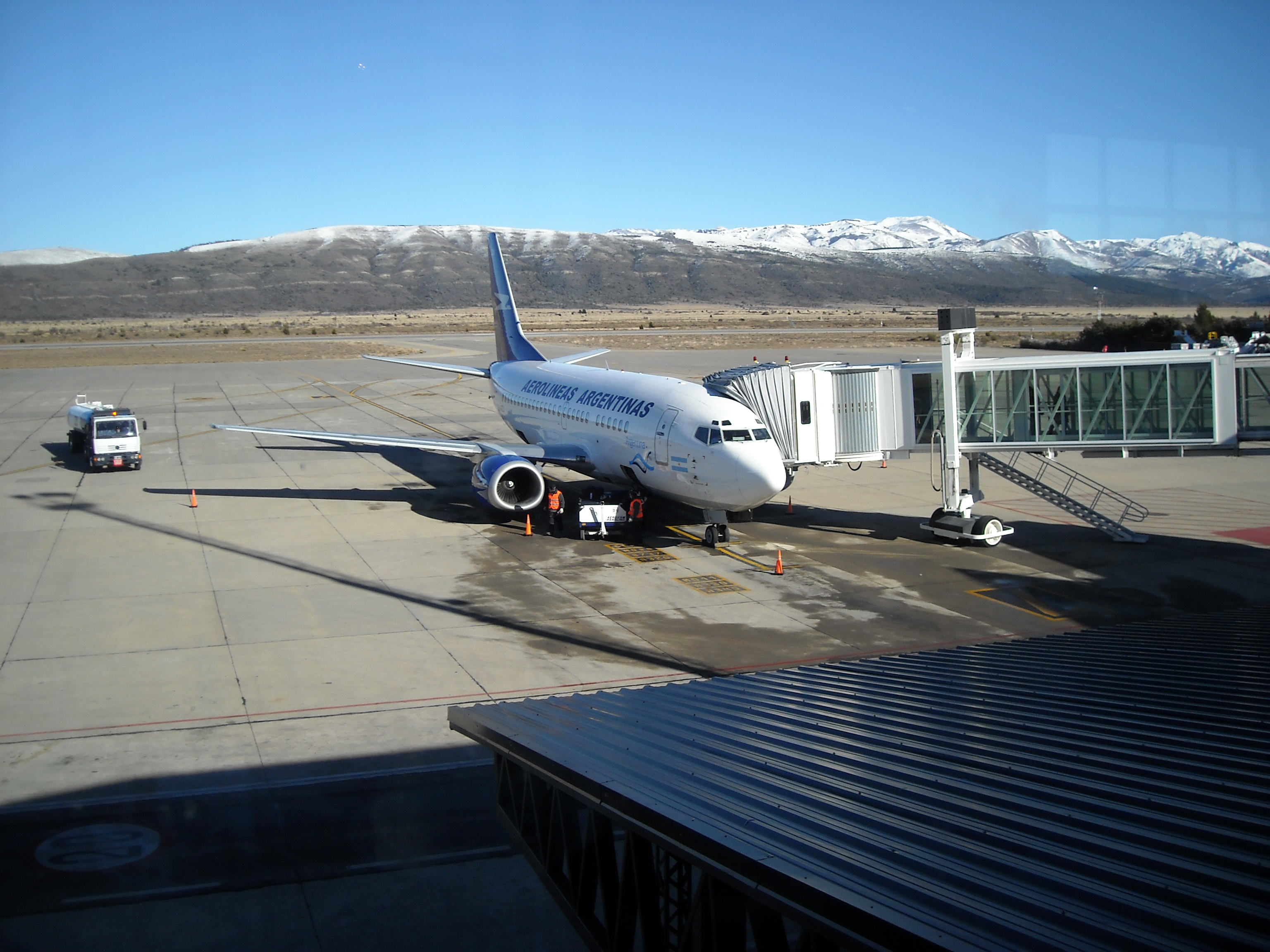
波音737-587

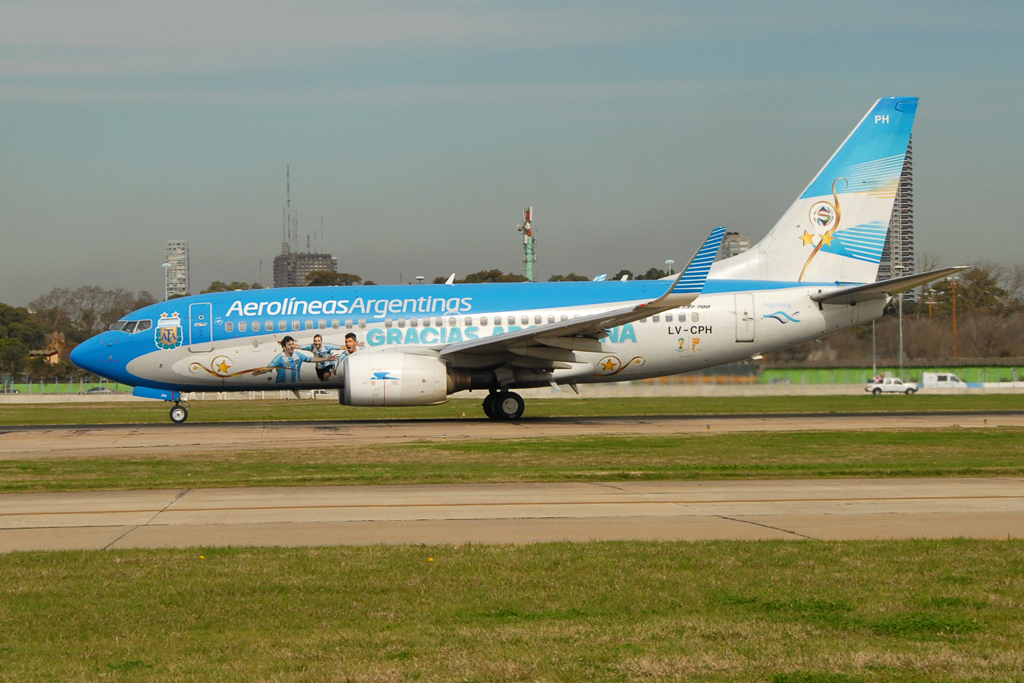
披上阿根廷國家足球隊彩绘涂装的波音737-7Q8

2009年11月16日，機隊內最後一架波音737-287客機退役。2010年6月，阿根廷航空與其附屬公司Air Austral推出新標誌，使整體形象更具時代感。

## 機隊

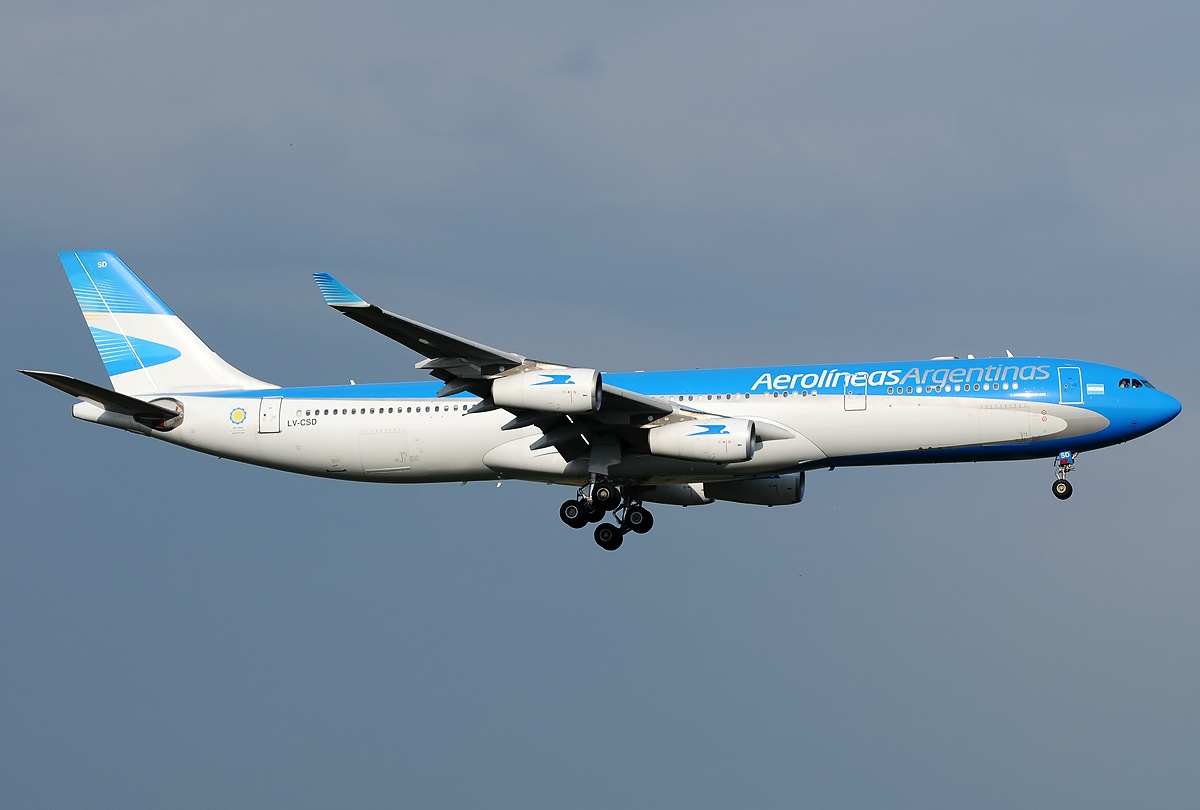
阿根廷航空的空中巴士A340-300正在降落於羅馬-菲烏米奇諾機場

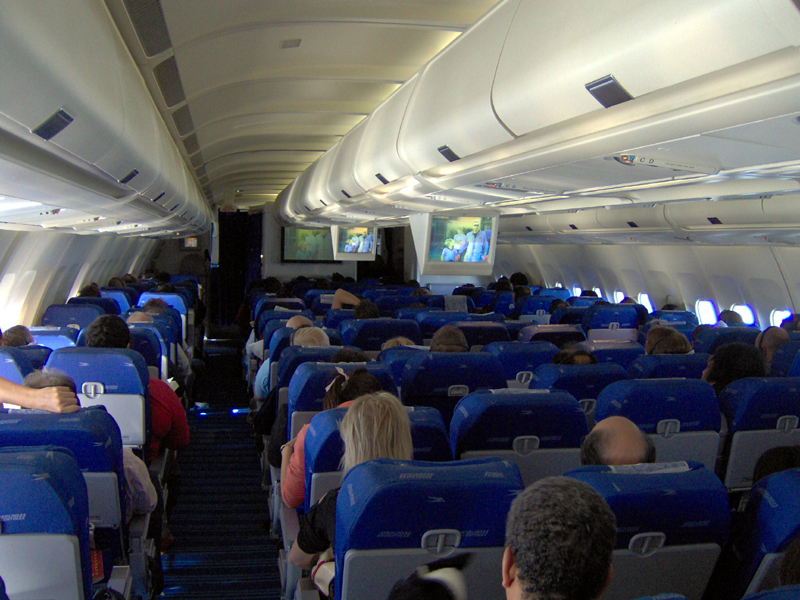
阿根廷航空的空中巴士A340-211的機艙（2006）

### 現有機隊
截至2024年3月，阿根廷航空的機隊平均機齡11.3年，擁有下列飛機：

### 已退役
以下是阿根廷航空曾使用過的飛機：
- 空中巴士A310-324
- 空中巴士A310-325ET
- 空中巴士A320-212
- 空中巴士A330-223
- 空中巴士A340-211
- 空中巴士A340-312/313
- Avro York

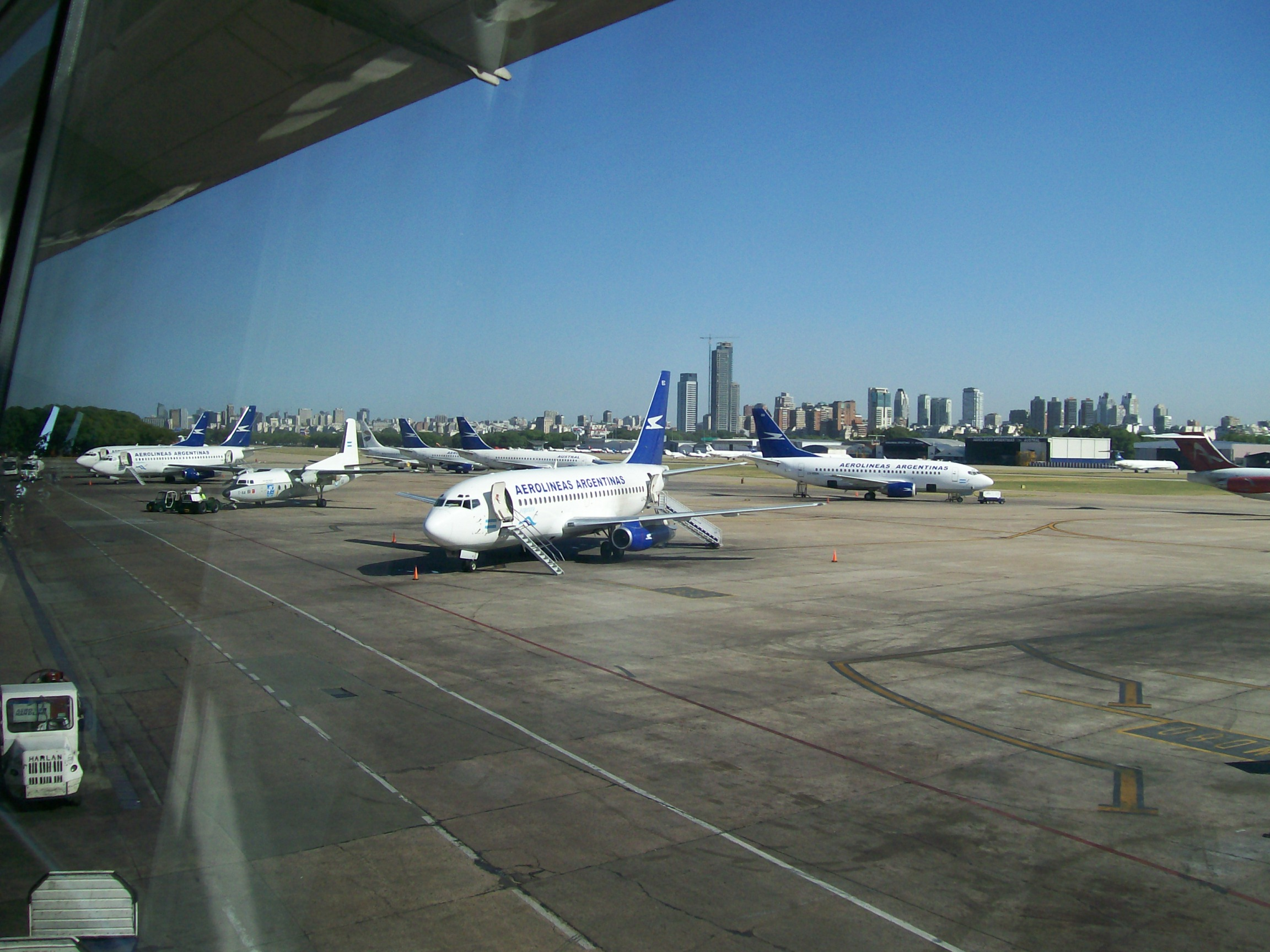
在祖治·紐比利機場上阿航飛機（2009）

- Avro／Hawker Siddeley HS 748[18]
- 波音707-320B
- 波音707-320C（2架為貨機）[19]
- 波音727-23
- 波音727-287 Adv
- 波音737-287[20]
- 波音737-300F [21]
- 波音747SP
- 波音747-287B
- 波音747-475
- 彗星四型
- DC-3
- DC-4
- DC-6
- 麥道MD-82
- A340-300
- Short Sandringham

## 意外及事故
- 1970年2月4日，飛行707號班機的Avro 748-105型客機在阿根廷露馬艾爾達墜毀，機上37名乘客及機組人員全部罹難。
- 1981年2月20日，執行342號班機的波音707客機在濃霧中準備降落紐約甘迺迪國際機場，當下降至1,500呎的高度時，險些撞向世貿中心第一座（現已倒塌）的天線上，幸好飛行員在危急關頭成功轉右及爬升，避過大難，飛機稍後安全著陸[22]。
- 1992年2月14日，執行386號班機的波音747-287B客機，由布宜諾斯艾利斯經利馬往洛杉矶，當飛機在利馬補充餐膳時，餐膳中部分的蝦被霍亂菌污染，引致航班抵達洛杉磯後，有76名乘客感到不適，其中一名70歲乘客死亡[23][24][25]。幸好霍亂菌並沒有蔓延至其他地方[23]。

## 外部連結
- 官方網站 （页面存档备份，存于）（西班牙文）（英文）